# Melovo
Melovo (izvirno srbsko Мелово) je naselje v Srbiji, ki upravno spada pod Mesto Leskovac; slednja pa je del Jablaniškega upravnega okraja.

## Demografija
V naselju, katerega izvirno (srbsko-cirilično) ime je Мелово, živi 58 polnoletnih prebivalcev, pri čemer je njihova povprečna starost 51,0 let (46,5 pri moških in 56,4 pri ženskah). Naselje ima 25 gospodinjstev, pri čemer je povprečno število članov na gospodinjstvo 2,52.
To naselje je popolnoma srbsko (glede na rezultate popisa iz leta 2002).
|  |

| Demografija | Demografija     | Demografija     |
| Leto        | Št. prebivalcev | Št. prebivalcev |
| ----------- | --------------- | --------------- |
|             |                 |                 |
|             |                 |                 |
|             |                 |                 |
|             |                 |                 |
| 1948        | 254             |                 |
| 1953        | 295             |                 |
| 1961        | 256             |                 |
| 1971        | 195             |                 |
| 1981        | 143             |                 |
| 1991        | 108             | 104             |
| 2002        | 63              | 63              |
|             |                 |                 |

| Etnična sestava po popisu iz leta 2002 | Etnična sestava po popisu iz leta 2002 | Etnična sestava po popisu iz leta 2002 | Etnična sestava po popisu iz leta 2002 | Etnična sestava po popisu iz leta 2002 |
| -------------------------------------- | -------------------------------------- | -------------------------------------- | -------------------------------------- | -------------------------------------- |
| Srbi                                   | Srbi                                   |                                        | 63                                     | 100,0%                                 |
| Neznano                                | Neznano                                |                                        | 0                                      | 0,0%                                   |